# Деревенская жизнь
«Деревенская жизнь» (англ. Country Life) — австралийский кинофильм 1994 года. Экранизация пьесы А. П. Чехова «Дядя Ваня». В 1995 году под названием «Сельская жизнь» принимал участие в конкурсной программе XIX-го Московского международного кинофестиваля.

## Сюжет
Основные сюжетные линии повторяют чеховский замысел, но действие перенесено в Австралию сразу после Первой мировой войны.

## В ролях
- Сэм Нилл — доктор Макс Эскей
- Грета Скакки — Дебора Войси
- Керри Фокс
- Гуги Уитерс — Ханна